# Amorupi hudepohli
Amorupi hudepohli är en skalbaggsart som först beskrevs av Martins 1974.  Amorupi hudepohli ingår i släktet Amorupi och familjen långhorningar. Inga underarter finns listade i Catalogue of Life.